# Защита Шаллопа
Защи́та Ша́ллопа — шахматный дебют, разновидность принятого королевского гамбита, начинающаяся ходами: 
 1. e2-e4 e7-e5 
 2. f2-f4 e5:f4 
 3. Кg1-f3 Кg8-f6.
Назван по имени немецкого шахматиста Эмиля Шаллопа.

## История
Известный с середины XIX века, данный дебют получил широкое распространение в начале XX столетия и фактически считался опровержением королевского гамбита. В дальнейшем, однако, за белых были найдены возможности для развития инициативы, вследствие чего защита Шаллопа утратила былую популярность и в настоящее время в турнирной практике встречается довольно редко.

## Идеи дебюта
Ходом 3. …Кg8-f6 чёрные атакуют белую пешку, а в ответ на естественный ход 4. e4-e5 переводят коня на поле h5, обеспечивая защиту для собственной пешки. К недостаткам данной системы относят пассивность и неудачное положение коня на краю доски. Несмотря на это, современная теория расценивает данный дебют как вполне приемлемый для чёрных.

## Варианты
|   | a | b | c | d | e | f | g | h |   |
| - | --- | --- | --- | --- | --- | --- | --- | --- | - |
| 8 | a8 чёрная ладья · b8 чёрный конь · c8 чёрный слон · d8 чёрный ферзь · e8 чёрный король · f8 чёрный слон · h8 чёрная ладья · a7 чёрная пешка · b7 чёрная пешка · c7 чёрная пешка · d7 чёрная пешка · f7 чёрная пешка · g7 чёрная пешка · h7 чёрная пешка · e5 белая пешка · h5 чёрный конь · f4 чёрная пешка · f3 белый конь · a2 белая пешка · b2 белая пешка · c2 белая пешка · d2 белая пешка · g2 белая пешка · h2 белая пешка · a1 белая ладья · b1 белый конь · c1 белый слон · d1 белый ферзь · e1 белый король · f1 белый слон · h1 белая ладья | a8 чёрная ладья · b8 чёрный конь · c8 чёрный слон · d8 чёрный ферзь · e8 чёрный король · f8 чёрный слон · h8 чёрная ладья · a7 чёрная пешка · b7 чёрная пешка · c7 чёрная пешка · d7 чёрная пешка · f7 чёрная пешка · g7 чёрная пешка · h7 чёрная пешка · e5 белая пешка · h5 чёрный конь · f4 чёрная пешка · f3 белый конь · a2 белая пешка · b2 белая пешка · c2 белая пешка · d2 белая пешка · g2 белая пешка · h2 белая пешка · a1 белая ладья · b1 белый конь · c1 белый слон · d1 белый ферзь · e1 белый король · f1 белый слон · h1 белая ладья | a8 чёрная ладья · b8 чёрный конь · c8 чёрный слон · d8 чёрный ферзь · e8 чёрный король · f8 чёрный слон · h8 чёрная ладья · a7 чёрная пешка · b7 чёрная пешка · c7 чёрная пешка · d7 чёрная пешка · f7 чёрная пешка · g7 чёрная пешка · h7 чёрная пешка · e5 белая пешка · h5 чёрный конь · f4 чёрная пешка · f3 белый конь · a2 белая пешка · b2 белая пешка · c2 белая пешка · d2 белая пешка · g2 белая пешка · h2 белая пешка · a1 белая ладья · b1 белый конь · c1 белый слон · d1 белый ферзь · e1 белый король · f1 белый слон · h1 белая ладья | a8 чёрная ладья · b8 чёрный конь · c8 чёрный слон · d8 чёрный ферзь · e8 чёрный король · f8 чёрный слон · h8 чёрная ладья · a7 чёрная пешка · b7 чёрная пешка · c7 чёрная пешка · d7 чёрная пешка · f7 чёрная пешка · g7 чёрная пешка · h7 чёрная пешка · e5 белая пешка · h5 чёрный конь · f4 чёрная пешка · f3 белый конь · a2 белая пешка · b2 белая пешка · c2 белая пешка · d2 белая пешка · g2 белая пешка · h2 белая пешка · a1 белая ладья · b1 белый конь · c1 белый слон · d1 белый ферзь · e1 белый король · f1 белый слон · h1 белая ладья | a8 чёрная ладья · b8 чёрный конь · c8 чёрный слон · d8 чёрный ферзь · e8 чёрный король · f8 чёрный слон · h8 чёрная ладья · a7 чёрная пешка · b7 чёрная пешка · c7 чёрная пешка · d7 чёрная пешка · f7 чёрная пешка · g7 чёрная пешка · h7 чёрная пешка · e5 белая пешка · h5 чёрный конь · f4 чёрная пешка · f3 белый конь · a2 белая пешка · b2 белая пешка · c2 белая пешка · d2 белая пешка · g2 белая пешка · h2 белая пешка · a1 белая ладья · b1 белый конь · c1 белый слон · d1 белый ферзь · e1 белый король · f1 белый слон · h1 белая ладья | a8 чёрная ладья · b8 чёрный конь · c8 чёрный слон · d8 чёрный ферзь · e8 чёрный король · f8 чёрный слон · h8 чёрная ладья · a7 чёрная пешка · b7 чёрная пешка · c7 чёрная пешка · d7 чёрная пешка · f7 чёрная пешка · g7 чёрная пешка · h7 чёрная пешка · e5 белая пешка · h5 чёрный конь · f4 чёрная пешка · f3 белый конь · a2 белая пешка · b2 белая пешка · c2 белая пешка · d2 белая пешка · g2 белая пешка · h2 белая пешка · a1 белая ладья · b1 белый конь · c1 белый слон · d1 белый ферзь · e1 белый король · f1 белый слон · h1 белая ладья | a8 чёрная ладья · b8 чёрный конь · c8 чёрный слон · d8 чёрный ферзь · e8 чёрный король · f8 чёрный слон · h8 чёрная ладья · a7 чёрная пешка · b7 чёрная пешка · c7 чёрная пешка · d7 чёрная пешка · f7 чёрная пешка · g7 чёрная пешка · h7 чёрная пешка · e5 белая пешка · h5 чёрный конь · f4 чёрная пешка · f3 белый конь · a2 белая пешка · b2 белая пешка · c2 белая пешка · d2 белая пешка · g2 белая пешка · h2 белая пешка · a1 белая ладья · b1 белый конь · c1 белый слон · d1 белый ферзь · e1 белый король · f1 белый слон · h1 белая ладья | a8 чёрная ладья · b8 чёрный конь · c8 чёрный слон · d8 чёрный ферзь · e8 чёрный король · f8 чёрный слон · h8 чёрная ладья · a7 чёрная пешка · b7 чёрная пешка · c7 чёрная пешка · d7 чёрная пешка · f7 чёрная пешка · g7 чёрная пешка · h7 чёрная пешка · e5 белая пешка · h5 чёрный конь · f4 чёрная пешка · f3 белый конь · a2 белая пешка · b2 белая пешка · c2 белая пешка · d2 белая пешка · g2 белая пешка · h2 белая пешка · a1 белая ладья · b1 белый конь · c1 белый слон · d1 белый ферзь · e1 белый король · f1 белый слон · h1 белая ладья | 8 |
| 7 | a8 чёрная ладья · b8 чёрный конь · c8 чёрный слон · d8 чёрный ферзь · e8 чёрный король · f8 чёрный слон · h8 чёрная ладья · a7 чёрная пешка · b7 чёрная пешка · c7 чёрная пешка · d7 чёрная пешка · f7 чёрная пешка · g7 чёрная пешка · h7 чёрная пешка · e5 белая пешка · h5 чёрный конь · f4 чёрная пешка · f3 белый конь · a2 белая пешка · b2 белая пешка · c2 белая пешка · d2 белая пешка · g2 белая пешка · h2 белая пешка · a1 белая ладья · b1 белый конь · c1 белый слон · d1 белый ферзь · e1 белый король · f1 белый слон · h1 белая ладья | a8 чёрная ладья · b8 чёрный конь · c8 чёрный слон · d8 чёрный ферзь · e8 чёрный король · f8 чёрный слон · h8 чёрная ладья · a7 чёрная пешка · b7 чёрная пешка · c7 чёрная пешка · d7 чёрная пешка · f7 чёрная пешка · g7 чёрная пешка · h7 чёрная пешка · e5 белая пешка · h5 чёрный конь · f4 чёрная пешка · f3 белый конь · a2 белая пешка · b2 белая пешка · c2 белая пешка · d2 белая пешка · g2 белая пешка · h2 белая пешка · a1 белая ладья · b1 белый конь · c1 белый слон · d1 белый ферзь · e1 белый король · f1 белый слон · h1 белая ладья | a8 чёрная ладья · b8 чёрный конь · c8 чёрный слон · d8 чёрный ферзь · e8 чёрный король · f8 чёрный слон · h8 чёрная ладья · a7 чёрная пешка · b7 чёрная пешка · c7 чёрная пешка · d7 чёрная пешка · f7 чёрная пешка · g7 чёрная пешка · h7 чёрная пешка · e5 белая пешка · h5 чёрный конь · f4 чёрная пешка · f3 белый конь · a2 белая пешка · b2 белая пешка · c2 белая пешка · d2 белая пешка · g2 белая пешка · h2 белая пешка · a1 белая ладья · b1 белый конь · c1 белый слон · d1 белый ферзь · e1 белый король · f1 белый слон · h1 белая ладья | a8 чёрная ладья · b8 чёрный конь · c8 чёрный слон · d8 чёрный ферзь · e8 чёрный король · f8 чёрный слон · h8 чёрная ладья · a7 чёрная пешка · b7 чёрная пешка · c7 чёрная пешка · d7 чёрная пешка · f7 чёрная пешка · g7 чёрная пешка · h7 чёрная пешка · e5 белая пешка · h5 чёрный конь · f4 чёрная пешка · f3 белый конь · a2 белая пешка · b2 белая пешка · c2 белая пешка · d2 белая пешка · g2 белая пешка · h2 белая пешка · a1 белая ладья · b1 белый конь · c1 белый слон · d1 белый ферзь · e1 белый король · f1 белый слон · h1 белая ладья | a8 чёрная ладья · b8 чёрный конь · c8 чёрный слон · d8 чёрный ферзь · e8 чёрный король · f8 чёрный слон · h8 чёрная ладья · a7 чёрная пешка · b7 чёрная пешка · c7 чёрная пешка · d7 чёрная пешка · f7 чёрная пешка · g7 чёрная пешка · h7 чёрная пешка · e5 белая пешка · h5 чёрный конь · f4 чёрная пешка · f3 белый конь · a2 белая пешка · b2 белая пешка · c2 белая пешка · d2 белая пешка · g2 белая пешка · h2 белая пешка · a1 белая ладья · b1 белый конь · c1 белый слон · d1 белый ферзь · e1 белый король · f1 белый слон · h1 белая ладья | a8 чёрная ладья · b8 чёрный конь · c8 чёрный слон · d8 чёрный ферзь · e8 чёрный король · f8 чёрный слон · h8 чёрная ладья · a7 чёрная пешка · b7 чёрная пешка · c7 чёрная пешка · d7 чёрная пешка · f7 чёрная пешка · g7 чёрная пешка · h7 чёрная пешка · e5 белая пешка · h5 чёрный конь · f4 чёрная пешка · f3 белый конь · a2 белая пешка · b2 белая пешка · c2 белая пешка · d2 белая пешка · g2 белая пешка · h2 белая пешка · a1 белая ладья · b1 белый конь · c1 белый слон · d1 белый ферзь · e1 белый король · f1 белый слон · h1 белая ладья | a8 чёрная ладья · b8 чёрный конь · c8 чёрный слон · d8 чёрный ферзь · e8 чёрный король · f8 чёрный слон · h8 чёрная ладья · a7 чёрная пешка · b7 чёрная пешка · c7 чёрная пешка · d7 чёрная пешка · f7 чёрная пешка · g7 чёрная пешка · h7 чёрная пешка · e5 белая пешка · h5 чёрный конь · f4 чёрная пешка · f3 белый конь · a2 белая пешка · b2 белая пешка · c2 белая пешка · d2 белая пешка · g2 белая пешка · h2 белая пешка · a1 белая ладья · b1 белый конь · c1 белый слон · d1 белый ферзь · e1 белый король · f1 белый слон · h1 белая ладья | a8 чёрная ладья · b8 чёрный конь · c8 чёрный слон · d8 чёрный ферзь · e8 чёрный король · f8 чёрный слон · h8 чёрная ладья · a7 чёрная пешка · b7 чёрная пешка · c7 чёрная пешка · d7 чёрная пешка · f7 чёрная пешка · g7 чёрная пешка · h7 чёрная пешка · e5 белая пешка · h5 чёрный конь · f4 чёрная пешка · f3 белый конь · a2 белая пешка · b2 белая пешка · c2 белая пешка · d2 белая пешка · g2 белая пешка · h2 белая пешка · a1 белая ладья · b1 белый конь · c1 белый слон · d1 белый ферзь · e1 белый король · f1 белый слон · h1 белая ладья | 7 |
| 6 | a8 чёрная ладья · b8 чёрный конь · c8 чёрный слон · d8 чёрный ферзь · e8 чёрный король · f8 чёрный слон · h8 чёрная ладья · a7 чёрная пешка · b7 чёрная пешка · c7 чёрная пешка · d7 чёрная пешка · f7 чёрная пешка · g7 чёрная пешка · h7 чёрная пешка · e5 белая пешка · h5 чёрный конь · f4 чёрная пешка · f3 белый конь · a2 белая пешка · b2 белая пешка · c2 белая пешка · d2 белая пешка · g2 белая пешка · h2 белая пешка · a1 белая ладья · b1 белый конь · c1 белый слон · d1 белый ферзь · e1 белый король · f1 белый слон · h1 белая ладья | a8 чёрная ладья · b8 чёрный конь · c8 чёрный слон · d8 чёрный ферзь · e8 чёрный король · f8 чёрный слон · h8 чёрная ладья · a7 чёрная пешка · b7 чёрная пешка · c7 чёрная пешка · d7 чёрная пешка · f7 чёрная пешка · g7 чёрная пешка · h7 чёрная пешка · e5 белая пешка · h5 чёрный конь · f4 чёрная пешка · f3 белый конь · a2 белая пешка · b2 белая пешка · c2 белая пешка · d2 белая пешка · g2 белая пешка · h2 белая пешка · a1 белая ладья · b1 белый конь · c1 белый слон · d1 белый ферзь · e1 белый король · f1 белый слон · h1 белая ладья | a8 чёрная ладья · b8 чёрный конь · c8 чёрный слон · d8 чёрный ферзь · e8 чёрный король · f8 чёрный слон · h8 чёрная ладья · a7 чёрная пешка · b7 чёрная пешка · c7 чёрная пешка · d7 чёрная пешка · f7 чёрная пешка · g7 чёрная пешка · h7 чёрная пешка · e5 белая пешка · h5 чёрный конь · f4 чёрная пешка · f3 белый конь · a2 белая пешка · b2 белая пешка · c2 белая пешка · d2 белая пешка · g2 белая пешка · h2 белая пешка · a1 белая ладья · b1 белый конь · c1 белый слон · d1 белый ферзь · e1 белый король · f1 белый слон · h1 белая ладья | a8 чёрная ладья · b8 чёрный конь · c8 чёрный слон · d8 чёрный ферзь · e8 чёрный король · f8 чёрный слон · h8 чёрная ладья · a7 чёрная пешка · b7 чёрная пешка · c7 чёрная пешка · d7 чёрная пешка · f7 чёрная пешка · g7 чёрная пешка · h7 чёрная пешка · e5 белая пешка · h5 чёрный конь · f4 чёрная пешка · f3 белый конь · a2 белая пешка · b2 белая пешка · c2 белая пешка · d2 белая пешка · g2 белая пешка · h2 белая пешка · a1 белая ладья · b1 белый конь · c1 белый слон · d1 белый ферзь · e1 белый король · f1 белый слон · h1 белая ладья | a8 чёрная ладья · b8 чёрный конь · c8 чёрный слон · d8 чёрный ферзь · e8 чёрный король · f8 чёрный слон · h8 чёрная ладья · a7 чёрная пешка · b7 чёрная пешка · c7 чёрная пешка · d7 чёрная пешка · f7 чёрная пешка · g7 чёрная пешка · h7 чёрная пешка · e5 белая пешка · h5 чёрный конь · f4 чёрная пешка · f3 белый конь · a2 белая пешка · b2 белая пешка · c2 белая пешка · d2 белая пешка · g2 белая пешка · h2 белая пешка · a1 белая ладья · b1 белый конь · c1 белый слон · d1 белый ферзь · e1 белый король · f1 белый слон · h1 белая ладья | a8 чёрная ладья · b8 чёрный конь · c8 чёрный слон · d8 чёрный ферзь · e8 чёрный король · f8 чёрный слон · h8 чёрная ладья · a7 чёрная пешка · b7 чёрная пешка · c7 чёрная пешка · d7 чёрная пешка · f7 чёрная пешка · g7 чёрная пешка · h7 чёрная пешка · e5 белая пешка · h5 чёрный конь · f4 чёрная пешка · f3 белый конь · a2 белая пешка · b2 белая пешка · c2 белая пешка · d2 белая пешка · g2 белая пешка · h2 белая пешка · a1 белая ладья · b1 белый конь · c1 белый слон · d1 белый ферзь · e1 белый король · f1 белый слон · h1 белая ладья | a8 чёрная ладья · b8 чёрный конь · c8 чёрный слон · d8 чёрный ферзь · e8 чёрный король · f8 чёрный слон · h8 чёрная ладья · a7 чёрная пешка · b7 чёрная пешка · c7 чёрная пешка · d7 чёрная пешка · f7 чёрная пешка · g7 чёрная пешка · h7 чёрная пешка · e5 белая пешка · h5 чёрный конь · f4 чёрная пешка · f3 белый конь · a2 белая пешка · b2 белая пешка · c2 белая пешка · d2 белая пешка · g2 белая пешка · h2 белая пешка · a1 белая ладья · b1 белый конь · c1 белый слон · d1 белый ферзь · e1 белый король · f1 белый слон · h1 белая ладья | a8 чёрная ладья · b8 чёрный конь · c8 чёрный слон · d8 чёрный ферзь · e8 чёрный король · f8 чёрный слон · h8 чёрная ладья · a7 чёрная пешка · b7 чёрная пешка · c7 чёрная пешка · d7 чёрная пешка · f7 чёрная пешка · g7 чёрная пешка · h7 чёрная пешка · e5 белая пешка · h5 чёрный конь · f4 чёрная пешка · f3 белый конь · a2 белая пешка · b2 белая пешка · c2 белая пешка · d2 белая пешка · g2 белая пешка · h2 белая пешка · a1 белая ладья · b1 белый конь · c1 белый слон · d1 белый ферзь · e1 белый король · f1 белый слон · h1 белая ладья | 6 |
| 5 | a8 чёрная ладья · b8 чёрный конь · c8 чёрный слон · d8 чёрный ферзь · e8 чёрный король · f8 чёрный слон · h8 чёрная ладья · a7 чёрная пешка · b7 чёрная пешка · c7 чёрная пешка · d7 чёрная пешка · f7 чёрная пешка · g7 чёрная пешка · h7 чёрная пешка · e5 белая пешка · h5 чёрный конь · f4 чёрная пешка · f3 белый конь · a2 белая пешка · b2 белая пешка · c2 белая пешка · d2 белая пешка · g2 белая пешка · h2 белая пешка · a1 белая ладья · b1 белый конь · c1 белый слон · d1 белый ферзь · e1 белый король · f1 белый слон · h1 белая ладья | a8 чёрная ладья · b8 чёрный конь · c8 чёрный слон · d8 чёрный ферзь · e8 чёрный король · f8 чёрный слон · h8 чёрная ладья · a7 чёрная пешка · b7 чёрная пешка · c7 чёрная пешка · d7 чёрная пешка · f7 чёрная пешка · g7 чёрная пешка · h7 чёрная пешка · e5 белая пешка · h5 чёрный конь · f4 чёрная пешка · f3 белый конь · a2 белая пешка · b2 белая пешка · c2 белая пешка · d2 белая пешка · g2 белая пешка · h2 белая пешка · a1 белая ладья · b1 белый конь · c1 белый слон · d1 белый ферзь · e1 белый король · f1 белый слон · h1 белая ладья | a8 чёрная ладья · b8 чёрный конь · c8 чёрный слон · d8 чёрный ферзь · e8 чёрный король · f8 чёрный слон · h8 чёрная ладья · a7 чёрная пешка · b7 чёрная пешка · c7 чёрная пешка · d7 чёрная пешка · f7 чёрная пешка · g7 чёрная пешка · h7 чёрная пешка · e5 белая пешка · h5 чёрный конь · f4 чёрная пешка · f3 белый конь · a2 белая пешка · b2 белая пешка · c2 белая пешка · d2 белая пешка · g2 белая пешка · h2 белая пешка · a1 белая ладья · b1 белый конь · c1 белый слон · d1 белый ферзь · e1 белый король · f1 белый слон · h1 белая ладья | a8 чёрная ладья · b8 чёрный конь · c8 чёрный слон · d8 чёрный ферзь · e8 чёрный король · f8 чёрный слон · h8 чёрная ладья · a7 чёрная пешка · b7 чёрная пешка · c7 чёрная пешка · d7 чёрная пешка · f7 чёрная пешка · g7 чёрная пешка · h7 чёрная пешка · e5 белая пешка · h5 чёрный конь · f4 чёрная пешка · f3 белый конь · a2 белая пешка · b2 белая пешка · c2 белая пешка · d2 белая пешка · g2 белая пешка · h2 белая пешка · a1 белая ладья · b1 белый конь · c1 белый слон · d1 белый ферзь · e1 белый король · f1 белый слон · h1 белая ладья | a8 чёрная ладья · b8 чёрный конь · c8 чёрный слон · d8 чёрный ферзь · e8 чёрный король · f8 чёрный слон · h8 чёрная ладья · a7 чёрная пешка · b7 чёрная пешка · c7 чёрная пешка · d7 чёрная пешка · f7 чёрная пешка · g7 чёрная пешка · h7 чёрная пешка · e5 белая пешка · h5 чёрный конь · f4 чёрная пешка · f3 белый конь · a2 белая пешка · b2 белая пешка · c2 белая пешка · d2 белая пешка · g2 белая пешка · h2 белая пешка · a1 белая ладья · b1 белый конь · c1 белый слон · d1 белый ферзь · e1 белый король · f1 белый слон · h1 белая ладья | a8 чёрная ладья · b8 чёрный конь · c8 чёрный слон · d8 чёрный ферзь · e8 чёрный король · f8 чёрный слон · h8 чёрная ладья · a7 чёрная пешка · b7 чёрная пешка · c7 чёрная пешка · d7 чёрная пешка · f7 чёрная пешка · g7 чёрная пешка · h7 чёрная пешка · e5 белая пешка · h5 чёрный конь · f4 чёрная пешка · f3 белый конь · a2 белая пешка · b2 белая пешка · c2 белая пешка · d2 белая пешка · g2 белая пешка · h2 белая пешка · a1 белая ладья · b1 белый конь · c1 белый слон · d1 белый ферзь · e1 белый король · f1 белый слон · h1 белая ладья | a8 чёрная ладья · b8 чёрный конь · c8 чёрный слон · d8 чёрный ферзь · e8 чёрный король · f8 чёрный слон · h8 чёрная ладья · a7 чёрная пешка · b7 чёрная пешка · c7 чёрная пешка · d7 чёрная пешка · f7 чёрная пешка · g7 чёрная пешка · h7 чёрная пешка · e5 белая пешка · h5 чёрный конь · f4 чёрная пешка · f3 белый конь · a2 белая пешка · b2 белая пешка · c2 белая пешка · d2 белая пешка · g2 белая пешка · h2 белая пешка · a1 белая ладья · b1 белый конь · c1 белый слон · d1 белый ферзь · e1 белый король · f1 белый слон · h1 белая ладья | a8 чёрная ладья · b8 чёрный конь · c8 чёрный слон · d8 чёрный ферзь · e8 чёрный король · f8 чёрный слон · h8 чёрная ладья · a7 чёрная пешка · b7 чёрная пешка · c7 чёрная пешка · d7 чёрная пешка · f7 чёрная пешка · g7 чёрная пешка · h7 чёрная пешка · e5 белая пешка · h5 чёрный конь · f4 чёрная пешка · f3 белый конь · a2 белая пешка · b2 белая пешка · c2 белая пешка · d2 белая пешка · g2 белая пешка · h2 белая пешка · a1 белая ладья · b1 белый конь · c1 белый слон · d1 белый ферзь · e1 белый король · f1 белый слон · h1 белая ладья | 5 |
| 4 | a8 чёрная ладья · b8 чёрный конь · c8 чёрный слон · d8 чёрный ферзь · e8 чёрный король · f8 чёрный слон · h8 чёрная ладья · a7 чёрная пешка · b7 чёрная пешка · c7 чёрная пешка · d7 чёрная пешка · f7 чёрная пешка · g7 чёрная пешка · h7 чёрная пешка · e5 белая пешка · h5 чёрный конь · f4 чёрная пешка · f3 белый конь · a2 белая пешка · b2 белая пешка · c2 белая пешка · d2 белая пешка · g2 белая пешка · h2 белая пешка · a1 белая ладья · b1 белый конь · c1 белый слон · d1 белый ферзь · e1 белый король · f1 белый слон · h1 белая ладья | a8 чёрная ладья · b8 чёрный конь · c8 чёрный слон · d8 чёрный ферзь · e8 чёрный король · f8 чёрный слон · h8 чёрная ладья · a7 чёрная пешка · b7 чёрная пешка · c7 чёрная пешка · d7 чёрная пешка · f7 чёрная пешка · g7 чёрная пешка · h7 чёрная пешка · e5 белая пешка · h5 чёрный конь · f4 чёрная пешка · f3 белый конь · a2 белая пешка · b2 белая пешка · c2 белая пешка · d2 белая пешка · g2 белая пешка · h2 белая пешка · a1 белая ладья · b1 белый конь · c1 белый слон · d1 белый ферзь · e1 белый король · f1 белый слон · h1 белая ладья | a8 чёрная ладья · b8 чёрный конь · c8 чёрный слон · d8 чёрный ферзь · e8 чёрный король · f8 чёрный слон · h8 чёрная ладья · a7 чёрная пешка · b7 чёрная пешка · c7 чёрная пешка · d7 чёрная пешка · f7 чёрная пешка · g7 чёрная пешка · h7 чёрная пешка · e5 белая пешка · h5 чёрный конь · f4 чёрная пешка · f3 белый конь · a2 белая пешка · b2 белая пешка · c2 белая пешка · d2 белая пешка · g2 белая пешка · h2 белая пешка · a1 белая ладья · b1 белый конь · c1 белый слон · d1 белый ферзь · e1 белый король · f1 белый слон · h1 белая ладья | a8 чёрная ладья · b8 чёрный конь · c8 чёрный слон · d8 чёрный ферзь · e8 чёрный король · f8 чёрный слон · h8 чёрная ладья · a7 чёрная пешка · b7 чёрная пешка · c7 чёрная пешка · d7 чёрная пешка · f7 чёрная пешка · g7 чёрная пешка · h7 чёрная пешка · e5 белая пешка · h5 чёрный конь · f4 чёрная пешка · f3 белый конь · a2 белая пешка · b2 белая пешка · c2 белая пешка · d2 белая пешка · g2 белая пешка · h2 белая пешка · a1 белая ладья · b1 белый конь · c1 белый слон · d1 белый ферзь · e1 белый король · f1 белый слон · h1 белая ладья | a8 чёрная ладья · b8 чёрный конь · c8 чёрный слон · d8 чёрный ферзь · e8 чёрный король · f8 чёрный слон · h8 чёрная ладья · a7 чёрная пешка · b7 чёрная пешка · c7 чёрная пешка · d7 чёрная пешка · f7 чёрная пешка · g7 чёрная пешка · h7 чёрная пешка · e5 белая пешка · h5 чёрный конь · f4 чёрная пешка · f3 белый конь · a2 белая пешка · b2 белая пешка · c2 белая пешка · d2 белая пешка · g2 белая пешка · h2 белая пешка · a1 белая ладья · b1 белый конь · c1 белый слон · d1 белый ферзь · e1 белый король · f1 белый слон · h1 белая ладья | a8 чёрная ладья · b8 чёрный конь · c8 чёрный слон · d8 чёрный ферзь · e8 чёрный король · f8 чёрный слон · h8 чёрная ладья · a7 чёрная пешка · b7 чёрная пешка · c7 чёрная пешка · d7 чёрная пешка · f7 чёрная пешка · g7 чёрная пешка · h7 чёрная пешка · e5 белая пешка · h5 чёрный конь · f4 чёрная пешка · f3 белый конь · a2 белая пешка · b2 белая пешка · c2 белая пешка · d2 белая пешка · g2 белая пешка · h2 белая пешка · a1 белая ладья · b1 белый конь · c1 белый слон · d1 белый ферзь · e1 белый король · f1 белый слон · h1 белая ладья | a8 чёрная ладья · b8 чёрный конь · c8 чёрный слон · d8 чёрный ферзь · e8 чёрный король · f8 чёрный слон · h8 чёрная ладья · a7 чёрная пешка · b7 чёрная пешка · c7 чёрная пешка · d7 чёрная пешка · f7 чёрная пешка · g7 чёрная пешка · h7 чёрная пешка · e5 белая пешка · h5 чёрный конь · f4 чёрная пешка · f3 белый конь · a2 белая пешка · b2 белая пешка · c2 белая пешка · d2 белая пешка · g2 белая пешка · h2 белая пешка · a1 белая ладья · b1 белый конь · c1 белый слон · d1 белый ферзь · e1 белый король · f1 белый слон · h1 белая ладья | a8 чёрная ладья · b8 чёрный конь · c8 чёрный слон · d8 чёрный ферзь · e8 чёрный король · f8 чёрный слон · h8 чёрная ладья · a7 чёрная пешка · b7 чёрная пешка · c7 чёрная пешка · d7 чёрная пешка · f7 чёрная пешка · g7 чёрная пешка · h7 чёрная пешка · e5 белая пешка · h5 чёрный конь · f4 чёрная пешка · f3 белый конь · a2 белая пешка · b2 белая пешка · c2 белая пешка · d2 белая пешка · g2 белая пешка · h2 белая пешка · a1 белая ладья · b1 белый конь · c1 белый слон · d1 белый ферзь · e1 белый король · f1 белый слон · h1 белая ладья | 4 |
| 3 | a8 чёрная ладья · b8 чёрный конь · c8 чёрный слон · d8 чёрный ферзь · e8 чёрный король · f8 чёрный слон · h8 чёрная ладья · a7 чёрная пешка · b7 чёрная пешка · c7 чёрная пешка · d7 чёрная пешка · f7 чёрная пешка · g7 чёрная пешка · h7 чёрная пешка · e5 белая пешка · h5 чёрный конь · f4 чёрная пешка · f3 белый конь · a2 белая пешка · b2 белая пешка · c2 белая пешка · d2 белая пешка · g2 белая пешка · h2 белая пешка · a1 белая ладья · b1 белый конь · c1 белый слон · d1 белый ферзь · e1 белый король · f1 белый слон · h1 белая ладья | a8 чёрная ладья · b8 чёрный конь · c8 чёрный слон · d8 чёрный ферзь · e8 чёрный король · f8 чёрный слон · h8 чёрная ладья · a7 чёрная пешка · b7 чёрная пешка · c7 чёрная пешка · d7 чёрная пешка · f7 чёрная пешка · g7 чёрная пешка · h7 чёрная пешка · e5 белая пешка · h5 чёрный конь · f4 чёрная пешка · f3 белый конь · a2 белая пешка · b2 белая пешка · c2 белая пешка · d2 белая пешка · g2 белая пешка · h2 белая пешка · a1 белая ладья · b1 белый конь · c1 белый слон · d1 белый ферзь · e1 белый король · f1 белый слон · h1 белая ладья | a8 чёрная ладья · b8 чёрный конь · c8 чёрный слон · d8 чёрный ферзь · e8 чёрный король · f8 чёрный слон · h8 чёрная ладья · a7 чёрная пешка · b7 чёрная пешка · c7 чёрная пешка · d7 чёрная пешка · f7 чёрная пешка · g7 чёрная пешка · h7 чёрная пешка · e5 белая пешка · h5 чёрный конь · f4 чёрная пешка · f3 белый конь · a2 белая пешка · b2 белая пешка · c2 белая пешка · d2 белая пешка · g2 белая пешка · h2 белая пешка · a1 белая ладья · b1 белый конь · c1 белый слон · d1 белый ферзь · e1 белый король · f1 белый слон · h1 белая ладья | a8 чёрная ладья · b8 чёрный конь · c8 чёрный слон · d8 чёрный ферзь · e8 чёрный король · f8 чёрный слон · h8 чёрная ладья · a7 чёрная пешка · b7 чёрная пешка · c7 чёрная пешка · d7 чёрная пешка · f7 чёрная пешка · g7 чёрная пешка · h7 чёрная пешка · e5 белая пешка · h5 чёрный конь · f4 чёрная пешка · f3 белый конь · a2 белая пешка · b2 белая пешка · c2 белая пешка · d2 белая пешка · g2 белая пешка · h2 белая пешка · a1 белая ладья · b1 белый конь · c1 белый слон · d1 белый ферзь · e1 белый король · f1 белый слон · h1 белая ладья | a8 чёрная ладья · b8 чёрный конь · c8 чёрный слон · d8 чёрный ферзь · e8 чёрный король · f8 чёрный слон · h8 чёрная ладья · a7 чёрная пешка · b7 чёрная пешка · c7 чёрная пешка · d7 чёрная пешка · f7 чёрная пешка · g7 чёрная пешка · h7 чёрная пешка · e5 белая пешка · h5 чёрный конь · f4 чёрная пешка · f3 белый конь · a2 белая пешка · b2 белая пешка · c2 белая пешка · d2 белая пешка · g2 белая пешка · h2 белая пешка · a1 белая ладья · b1 белый конь · c1 белый слон · d1 белый ферзь · e1 белый король · f1 белый слон · h1 белая ладья | a8 чёрная ладья · b8 чёрный конь · c8 чёрный слон · d8 чёрный ферзь · e8 чёрный король · f8 чёрный слон · h8 чёрная ладья · a7 чёрная пешка · b7 чёрная пешка · c7 чёрная пешка · d7 чёрная пешка · f7 чёрная пешка · g7 чёрная пешка · h7 чёрная пешка · e5 белая пешка · h5 чёрный конь · f4 чёрная пешка · f3 белый конь · a2 белая пешка · b2 белая пешка · c2 белая пешка · d2 белая пешка · g2 белая пешка · h2 белая пешка · a1 белая ладья · b1 белый конь · c1 белый слон · d1 белый ферзь · e1 белый король · f1 белый слон · h1 белая ладья | a8 чёрная ладья · b8 чёрный конь · c8 чёрный слон · d8 чёрный ферзь · e8 чёрный король · f8 чёрный слон · h8 чёрная ладья · a7 чёрная пешка · b7 чёрная пешка · c7 чёрная пешка · d7 чёрная пешка · f7 чёрная пешка · g7 чёрная пешка · h7 чёрная пешка · e5 белая пешка · h5 чёрный конь · f4 чёрная пешка · f3 белый конь · a2 белая пешка · b2 белая пешка · c2 белая пешка · d2 белая пешка · g2 белая пешка · h2 белая пешка · a1 белая ладья · b1 белый конь · c1 белый слон · d1 белый ферзь · e1 белый король · f1 белый слон · h1 белая ладья | a8 чёрная ладья · b8 чёрный конь · c8 чёрный слон · d8 чёрный ферзь · e8 чёрный король · f8 чёрный слон · h8 чёрная ладья · a7 чёрная пешка · b7 чёрная пешка · c7 чёрная пешка · d7 чёрная пешка · f7 чёрная пешка · g7 чёрная пешка · h7 чёрная пешка · e5 белая пешка · h5 чёрный конь · f4 чёрная пешка · f3 белый конь · a2 белая пешка · b2 белая пешка · c2 белая пешка · d2 белая пешка · g2 белая пешка · h2 белая пешка · a1 белая ладья · b1 белый конь · c1 белый слон · d1 белый ферзь · e1 белый король · f1 белый слон · h1 белая ладья | 3 |
| 2 | a8 чёрная ладья · b8 чёрный конь · c8 чёрный слон · d8 чёрный ферзь · e8 чёрный король · f8 чёрный слон · h8 чёрная ладья · a7 чёрная пешка · b7 чёрная пешка · c7 чёрная пешка · d7 чёрная пешка · f7 чёрная пешка · g7 чёрная пешка · h7 чёрная пешка · e5 белая пешка · h5 чёрный конь · f4 чёрная пешка · f3 белый конь · a2 белая пешка · b2 белая пешка · c2 белая пешка · d2 белая пешка · g2 белая пешка · h2 белая пешка · a1 белая ладья · b1 белый конь · c1 белый слон · d1 белый ферзь · e1 белый король · f1 белый слон · h1 белая ладья | a8 чёрная ладья · b8 чёрный конь · c8 чёрный слон · d8 чёрный ферзь · e8 чёрный король · f8 чёрный слон · h8 чёрная ладья · a7 чёрная пешка · b7 чёрная пешка · c7 чёрная пешка · d7 чёрная пешка · f7 чёрная пешка · g7 чёрная пешка · h7 чёрная пешка · e5 белая пешка · h5 чёрный конь · f4 чёрная пешка · f3 белый конь · a2 белая пешка · b2 белая пешка · c2 белая пешка · d2 белая пешка · g2 белая пешка · h2 белая пешка · a1 белая ладья · b1 белый конь · c1 белый слон · d1 белый ферзь · e1 белый король · f1 белый слон · h1 белая ладья | a8 чёрная ладья · b8 чёрный конь · c8 чёрный слон · d8 чёрный ферзь · e8 чёрный король · f8 чёрный слон · h8 чёрная ладья · a7 чёрная пешка · b7 чёрная пешка · c7 чёрная пешка · d7 чёрная пешка · f7 чёрная пешка · g7 чёрная пешка · h7 чёрная пешка · e5 белая пешка · h5 чёрный конь · f4 чёрная пешка · f3 белый конь · a2 белая пешка · b2 белая пешка · c2 белая пешка · d2 белая пешка · g2 белая пешка · h2 белая пешка · a1 белая ладья · b1 белый конь · c1 белый слон · d1 белый ферзь · e1 белый король · f1 белый слон · h1 белая ладья | a8 чёрная ладья · b8 чёрный конь · c8 чёрный слон · d8 чёрный ферзь · e8 чёрный король · f8 чёрный слон · h8 чёрная ладья · a7 чёрная пешка · b7 чёрная пешка · c7 чёрная пешка · d7 чёрная пешка · f7 чёрная пешка · g7 чёрная пешка · h7 чёрная пешка · e5 белая пешка · h5 чёрный конь · f4 чёрная пешка · f3 белый конь · a2 белая пешка · b2 белая пешка · c2 белая пешка · d2 белая пешка · g2 белая пешка · h2 белая пешка · a1 белая ладья · b1 белый конь · c1 белый слон · d1 белый ферзь · e1 белый король · f1 белый слон · h1 белая ладья | a8 чёрная ладья · b8 чёрный конь · c8 чёрный слон · d8 чёрный ферзь · e8 чёрный король · f8 чёрный слон · h8 чёрная ладья · a7 чёрная пешка · b7 чёрная пешка · c7 чёрная пешка · d7 чёрная пешка · f7 чёрная пешка · g7 чёрная пешка · h7 чёрная пешка · e5 белая пешка · h5 чёрный конь · f4 чёрная пешка · f3 белый конь · a2 белая пешка · b2 белая пешка · c2 белая пешка · d2 белая пешка · g2 белая пешка · h2 белая пешка · a1 белая ладья · b1 белый конь · c1 белый слон · d1 белый ферзь · e1 белый король · f1 белый слон · h1 белая ладья | a8 чёрная ладья · b8 чёрный конь · c8 чёрный слон · d8 чёрный ферзь · e8 чёрный король · f8 чёрный слон · h8 чёрная ладья · a7 чёрная пешка · b7 чёрная пешка · c7 чёрная пешка · d7 чёрная пешка · f7 чёрная пешка · g7 чёрная пешка · h7 чёрная пешка · e5 белая пешка · h5 чёрный конь · f4 чёрная пешка · f3 белый конь · a2 белая пешка · b2 белая пешка · c2 белая пешка · d2 белая пешка · g2 белая пешка · h2 белая пешка · a1 белая ладья · b1 белый конь · c1 белый слон · d1 белый ферзь · e1 белый король · f1 белый слон · h1 белая ладья | a8 чёрная ладья · b8 чёрный конь · c8 чёрный слон · d8 чёрный ферзь · e8 чёрный король · f8 чёрный слон · h8 чёрная ладья · a7 чёрная пешка · b7 чёрная пешка · c7 чёрная пешка · d7 чёрная пешка · f7 чёрная пешка · g7 чёрная пешка · h7 чёрная пешка · e5 белая пешка · h5 чёрный конь · f4 чёрная пешка · f3 белый конь · a2 белая пешка · b2 белая пешка · c2 белая пешка · d2 белая пешка · g2 белая пешка · h2 белая пешка · a1 белая ладья · b1 белый конь · c1 белый слон · d1 белый ферзь · e1 белый король · f1 белый слон · h1 белая ладья | a8 чёрная ладья · b8 чёрный конь · c8 чёрный слон · d8 чёрный ферзь · e8 чёрный король · f8 чёрный слон · h8 чёрная ладья · a7 чёрная пешка · b7 чёрная пешка · c7 чёрная пешка · d7 чёрная пешка · f7 чёрная пешка · g7 чёрная пешка · h7 чёрная пешка · e5 белая пешка · h5 чёрный конь · f4 чёрная пешка · f3 белый конь · a2 белая пешка · b2 белая пешка · c2 белая пешка · d2 белая пешка · g2 белая пешка · h2 белая пешка · a1 белая ладья · b1 белый конь · c1 белый слон · d1 белый ферзь · e1 белый король · f1 белый слон · h1 белая ладья | 2 |
| 1 | a8 чёрная ладья · b8 чёрный конь · c8 чёрный слон · d8 чёрный ферзь · e8 чёрный король · f8 чёрный слон · h8 чёрная ладья · a7 чёрная пешка · b7 чёрная пешка · c7 чёрная пешка · d7 чёрная пешка · f7 чёрная пешка · g7 чёрная пешка · h7 чёрная пешка · e5 белая пешка · h5 чёрный конь · f4 чёрная пешка · f3 белый конь · a2 белая пешка · b2 белая пешка · c2 белая пешка · d2 белая пешка · g2 белая пешка · h2 белая пешка · a1 белая ладья · b1 белый конь · c1 белый слон · d1 белый ферзь · e1 белый король · f1 белый слон · h1 белая ладья | a8 чёрная ладья · b8 чёрный конь · c8 чёрный слон · d8 чёрный ферзь · e8 чёрный король · f8 чёрный слон · h8 чёрная ладья · a7 чёрная пешка · b7 чёрная пешка · c7 чёрная пешка · d7 чёрная пешка · f7 чёрная пешка · g7 чёрная пешка · h7 чёрная пешка · e5 белая пешка · h5 чёрный конь · f4 чёрная пешка · f3 белый конь · a2 белая пешка · b2 белая пешка · c2 белая пешка · d2 белая пешка · g2 белая пешка · h2 белая пешка · a1 белая ладья · b1 белый конь · c1 белый слон · d1 белый ферзь · e1 белый король · f1 белый слон · h1 белая ладья | a8 чёрная ладья · b8 чёрный конь · c8 чёрный слон · d8 чёрный ферзь · e8 чёрный король · f8 чёрный слон · h8 чёрная ладья · a7 чёрная пешка · b7 чёрная пешка · c7 чёрная пешка · d7 чёрная пешка · f7 чёрная пешка · g7 чёрная пешка · h7 чёрная пешка · e5 белая пешка · h5 чёрный конь · f4 чёрная пешка · f3 белый конь · a2 белая пешка · b2 белая пешка · c2 белая пешка · d2 белая пешка · g2 белая пешка · h2 белая пешка · a1 белая ладья · b1 белый конь · c1 белый слон · d1 белый ферзь · e1 белый король · f1 белый слон · h1 белая ладья | a8 чёрная ладья · b8 чёрный конь · c8 чёрный слон · d8 чёрный ферзь · e8 чёрный король · f8 чёрный слон · h8 чёрная ладья · a7 чёрная пешка · b7 чёрная пешка · c7 чёрная пешка · d7 чёрная пешка · f7 чёрная пешка · g7 чёрная пешка · h7 чёрная пешка · e5 белая пешка · h5 чёрный конь · f4 чёрная пешка · f3 белый конь · a2 белая пешка · b2 белая пешка · c2 белая пешка · d2 белая пешка · g2 белая пешка · h2 белая пешка · a1 белая ладья · b1 белый конь · c1 белый слон · d1 белый ферзь · e1 белый король · f1 белый слон · h1 белая ладья | a8 чёрная ладья · b8 чёрный конь · c8 чёрный слон · d8 чёрный ферзь · e8 чёрный король · f8 чёрный слон · h8 чёрная ладья · a7 чёрная пешка · b7 чёрная пешка · c7 чёрная пешка · d7 чёрная пешка · f7 чёрная пешка · g7 чёрная пешка · h7 чёрная пешка · e5 белая пешка · h5 чёрный конь · f4 чёрная пешка · f3 белый конь · a2 белая пешка · b2 белая пешка · c2 белая пешка · d2 белая пешка · g2 белая пешка · h2 белая пешка · a1 белая ладья · b1 белый конь · c1 белый слон · d1 белый ферзь · e1 белый король · f1 белый слон · h1 белая ладья | a8 чёрная ладья · b8 чёрный конь · c8 чёрный слон · d8 чёрный ферзь · e8 чёрный король · f8 чёрный слон · h8 чёрная ладья · a7 чёрная пешка · b7 чёрная пешка · c7 чёрная пешка · d7 чёрная пешка · f7 чёрная пешка · g7 чёрная пешка · h7 чёрная пешка · e5 белая пешка · h5 чёрный конь · f4 чёрная пешка · f3 белый конь · a2 белая пешка · b2 белая пешка · c2 белая пешка · d2 белая пешка · g2 белая пешка · h2 белая пешка · a1 белая ладья · b1 белый конь · c1 белый слон · d1 белый ферзь · e1 белый король · f1 белый слон · h1 белая ладья | a8 чёрная ладья · b8 чёрный конь · c8 чёрный слон · d8 чёрный ферзь · e8 чёрный король · f8 чёрный слон · h8 чёрная ладья · a7 чёрная пешка · b7 чёрная пешка · c7 чёрная пешка · d7 чёрная пешка · f7 чёрная пешка · g7 чёрная пешка · h7 чёрная пешка · e5 белая пешка · h5 чёрный конь · f4 чёрная пешка · f3 белый конь · a2 белая пешка · b2 белая пешка · c2 белая пешка · d2 белая пешка · g2 белая пешка · h2 белая пешка · a1 белая ладья · b1 белый конь · c1 белый слон · d1 белый ферзь · e1 белый король · f1 белый слон · h1 белая ладья | a8 чёрная ладья · b8 чёрный конь · c8 чёрный слон · d8 чёрный ферзь · e8 чёрный король · f8 чёрный слон · h8 чёрная ладья · a7 чёрная пешка · b7 чёрная пешка · c7 чёрная пешка · d7 чёрная пешка · f7 чёрная пешка · g7 чёрная пешка · h7 чёрная пешка · e5 белая пешка · h5 чёрный конь · f4 чёрная пешка · f3 белый конь · a2 белая пешка · b2 белая пешка · c2 белая пешка · d2 белая пешка · g2 белая пешка · h2 белая пешка · a1 белая ладья · b1 белый конь · c1 белый слон · d1 белый ферзь · e1 белый король · f1 белый слон · h1 белая ладья | 1 |
|   | a | b | c | d | e | f | g | h |   |

### Системы с ходом 4. e4-e5
Наиболее популярное продолжение, ведущее к варианту с множеством разветвлений.
- 4. …Кf6-d5 5. c2-c4 Кd5-b6 6. d2-d4 d7-d6 7. e5:d6! — с преимуществом у белых[1].
- 4. …Кf6-e4 — ход Авербаха. Возможные продолжения:
  - 5. d2-d4 d7-d5 6. Сc1:f4 c7-c5 7. Кb1-d2 Кb8-c6 8. Сf1-d3 — с преимуществом у белых.
  - 5. d2-d3 Кe4-g5 6. Сc1:f4 Кg5:f3+ 7. Фd1:f3 d7-d6 8. Сf1-e2 либо 8. Фf3-g3!
- 4. …Кf6-h5 — классическая позиция защиты Шаллопа (см. диаграмму № 2).
  - 5. g2-g4?! — т. н. Ташкентский вариант. Считается рискованным для белых.
  - 5. Кb1-c3 — требует от чёрных точной игры, чтобы не ухудшить свою позицию. Основные продолжения:
    - 5. …d7-d6
    - 5. …d7-d5

  - 5. d2-d4 — ход, ведущий у обоюдоострой игре. Белым для благополучного исхода необходимо удержать свои позиции в центре. Чёрные, как правило, отвечают путём 5. …d7-d5 (либо 5. …d7-d6). Возможное продолжение: 6. Фd1-e2 d6-d5 7. c2-c4 Сc8-e6 8. c4:d5 Сe6:d5 9. Кb1-c3 Кb8-c6 10. Сc1-d2 Сf8-b4 11. Кc3:d5 Фd8:d5 12. 0—0—0 0—0—0 со сложной игрой.
  - 5. Сf1-e2 — белые стремятся создать угрозу коню h5. До середины 1960-х этот вариант считался выгодным для чёрных, после чего за былых были найдены возможности уравнять игру и даже получить дебютное преимущество. Возможные продолжения:
    - 5. …g7-g6
    - 5. …d7-d6
    - 5. …g7-g5! — современная теория признаёт этот ответ сильнейшим в данной позиции. Далее возможно:
      - 6. 0—0 Лh8-g8 7. d2-d4 d7-d5 — с преимуществом у чёрных. В то же время у белых имеются возможности для создания контригры путём 8. c2-c4!
      - 6. Кf3:g5 Фd8:g5 7. Сe2:h5 Фg5:g2 8. Фd1-f3 Фg2:f3 9. Сh5:f3 Кb8-c6 — с преимуществом у чёрных.

  - 5. Фd1-e2!? — ход Кереса[2]. Белые укрепляют центр, после чего готовят прорыв g2-g4.
    - 5. …Сf8-e7 — данное продолжение считается наиболее оптимальным.
    - 5. …g7-g6

### Системы с ходом 4. Кb1-c3
- 4. …d7-d5! — современная теория признаёт этот ход наиболее предпочтительным в данной позиции.
  - 5. e4:d5 Кf6:d5 6. Кc3:d5 Фd8:d5 7. d2-d4 Сf8-e7!
    - 8. Сf1-d3 g7-g5 — чёрные удерживают пешку f4, имея при этом хорошую позицию.
    - 8. c2-c4 Фd5-e4+ 9. Сf1-e2 Кb8-c6 10. 0—0 Сc8-f5 11. Лf1-e1 0—0—0 12. Сe2-f1 Фe4-c2 13. Фd1:c2 Сf5:c2 14. Сc1:f4 — с равной игрой.

  - 5. e4-e5
    - 5. …Кf6-h5 — с перестановкой ходов ведёт к классическому варианту дебюта.
    - 5. …Кf6-e4
      - 6. Кc3-e2
      - 6. Сf1-e2
      - 6. d2-d3

### Менее популярные продолжения
- 4. d2-d3
- 4. Сf1-c4
- 4. d2-d4
- 4. Фd1-e2

## Примерная партия
Рихард Хайн — Эмиль Шаллоп, Берлин, 1863
1. e2-e4 e7-e5 2. f2-f4 e5:f4 3. Кg1-f3 Кg8-f6 4. e4-e5 Кf6-h5 5. d2-d4 d7-d5 6. c2-c4 Сc8-g4 7. Кb1-c3 Сf8-b4 8. Сc1-d2 Сb4-e7 9. c4:d5 Сe7-h4+ 10. Крe1-e2 c7-c6 11. h2-h3 Кh5-g3+ 12. Крe2-d3 Сg4-f5+ 13. Крd3-c4 c6:d5+ 14. Кc3:d5 Кb8-a6 15. Кf3:h4 Фd8:d5+ 16. Крc4:d5 Сf5-e6+ 17. Крd5-d6 Лa8-d8х